# Cueta gestroi
Cueta gestroi is een insect uit de familie van de mierenleeuwen (Myrmeleontidae), die tot de orde netvleugeligen (Neuroptera) behoort. 
Cueta gestroi is voor het eerst wetenschappelijk beschreven door Navás in 1914.